# Hiekkasaaret (ö i Norra Karelen, Pielisen Karjala, lat 63,13, long 29,85)
Hiekkasaaret är en ö i Finland. Den ligger i sjön Pielisjärvi och i kommunen Lieksa i den ekonomiska regionen  Pielinen-Karelen  och landskapet Norra Karelen, i den sydöstra delen av landet, 400 km nordost om huvudstaden Helsingfors. Öns area är 8,9 hektar och dess största längd är 0,6 kilometer i nord-sydlig riktning.  Notera att namnet antyder att det är fråga om flera öar.